# Metallica: The Videos 1989–2004
Metallica: The Videos 1989–2004 ist eine Zusammenstellung von sämtlichen Musikvideos der US-amerikanischen Heavy-Metal-Band Metallica, die von 1989 bis 2004 gedreht wurden.

## Daten
Das Videoalbum kam am 4. Dezember 2006 heraus. Es enthält alle Videos der Band im Zeitraum von 1989 bis 2004. In den ersten Wochen nach Erscheinen wurden 28.000 Exemplare verkauft. Verleger war die Firma Warner Bros. Records, vermerkt ist dies nur auf dem Label der Disc. Das Urheberrecht hält Elektra Entertainment und E/M Ventures.

## Titelliste
- 1. One – 7:41
- 2. Enter Sandman – 5:28
- 3. The Unforgiven – 6:21
- 4. Nothing Else Matters – 6:24
- 5. Wherever I May Roam – 6:05
- 6. Sad but True – 5:26
- 7. Until It Sleeps – 4:32
- 8. Hero of the Day – 4:30
- 9. Mama Said – 4:51
- 10. King Nothing – 5:26
- 11. The Memory Remains – 4:37
- 12. The Unforgiven II – 6:33
- 13. Fuel – 4:35
- 14. Turn the Page  – 5:49
- 15. Whiskey in the Jar  – 4:43
- 16. No Leaf Clover – 5:33
- 17. I Disappear – 4:28
- 18. St. Anger – 5:50
- 19. Frantic – 4:55
- 20. The Unnamed Feeling  – 5:29
- 21. Some Kind of Monster – 4:28

### Extras
1. 2 of One – Einführung – 5:43
2. One (Jammin ’Version) – 5:00
3. The Unforgiven (Theatrical Version) – 11:29
4. Metallica: Some Kind of Monster Trailer – 2:27

## Auszeichnungen
| Land/Region                  | Auszeichnungen für Musikverkäufe (Land/Region, Auszeichnung, Verkäufe) | Verkäufe |
| ---------------------------- | ---------------------------------------------------------------------- | -------- |
| Argentinien (CAPIF)          | Platin                                                                 | 8.000    |
| Australien (ARIA)            | 7× Platin                                                              | 105.000  |
| Deutschland (BVMI)           | Platin                                                                 | 50.000   |
| Finnland (IFPI)              | Platin                                                                 | 16.033   |
| Polen (ZPAV)                 | Gold                                                                   | 5.000    |
| Schweden (IFPI)              | Gold                                                                   | 10.000   |
| Spanien (Promusicae)         | Gold                                                                   | 10.000   |
| Vereinigtes Königreich (BPI) | Platin                                                                 | 50.000   |
| Insgesamt                    | 3× Gold · 11× Platin ·                                                 | 254.033  |

Hauptartikel: Metallica/Auszeichnungen für Musikverkäufe